# Coahuayutla de Guerrero
Coahuayutla de Guerrero är en kommunhuvudort i Mexiko.   Den ligger i kommunen Coahuayutla de José María Izazaga och delstaten Guerrero, i den södra delen av landet, 300 km väster om huvudstaden Mexico City. Coahuayutla de Guerrero ligger 311 meter över havet och antalet invånare är 1 373.
Terrängen runt Coahuayutla de Guerrero är kuperad. Runt Coahuayutla de Guerrero är det mycket glesbefolkat, med 6 invånare per kvadratkilometer. Närmaste större samhälle är Infiernillo, 17,8 km väster om Coahuayutla de Guerrero. I omgivningarna runt Coahuayutla de Guerrero växer huvudsakligen savannskog.